# William Hook
William (Bill) Hook (ur. 28 maja 1925 w New Rochelle, zm. 9 maja 2010) – brytyjski szachista reprezentujący na arenie międzynarodowej Brytyjskie Wyspy Dziewicze.

## Kariera szachowa
William Hook był jednym z rekordzistów pod względem liczby startów w szachowych olimpiadach, pomiędzy 1968 a 2008 r. uczestniczył w nich 17 razy i według stanu na 2008 r. był czwartym szachistą świata (wspólnie z Wiktorem Korcznojem, za Lajosem Portischem, Eugenio Torre i Heikki Westerinenem) pod tym względem. Największy indywidualny sukces odniósł w 1980 r. w Valletcie, gdzie za wynik 11½ pkt w 14 partiach (na I szachownicy) otrzymał złoty medal olimpijski. W 1969 r. był uczestnikiem turnieju strefowego (eliminacji mistrzostw świata) w Quito, zajmując w stawce trzynastu szachistów IX miejsce.
W 2008 r. napisał książkę Hooked On Chess: A Memoir (ISBN 978-90-5691-220-8), w której opisał swoje życie i pasje: szachy, malarstwo, podróżowanie, fotografowanie i blackjacka. Wspomina w niej m.in. swoje pojedynki z Stanleyem Kubrickiem, Haroldem Schonbergiem, Marcelem Duchampem i Miguelem Najdorfem, jak również z młodym Robertem Fischerem, którego czterokrotnie pokonał w partiach błyskawicznych.